# Kelebija

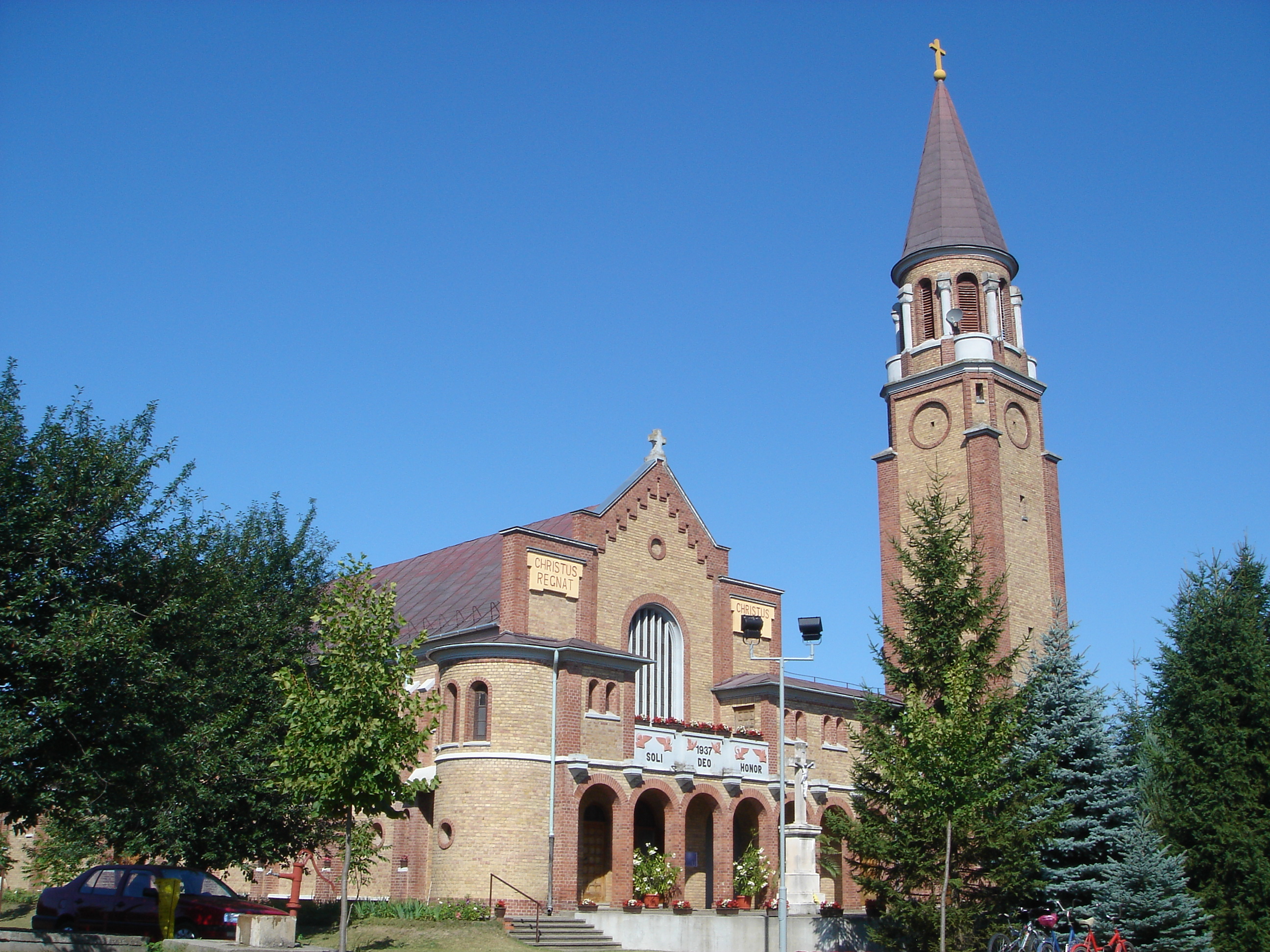
Katolska kyrkan i Kelebija

Kelebija (serbiska kyrilliska: Келебија, ungerska: Kelebia) är en ort i norra Serbien i provinsen Vojvodina, på gränsen mellan Serbien och Ungern. Kelebija ligger nära staden Subotica och har 2 177 invånare[när?]. Den del av orten som ligger på den ungerska sidan gränsen kallas Kelebia.